# Lagsamling

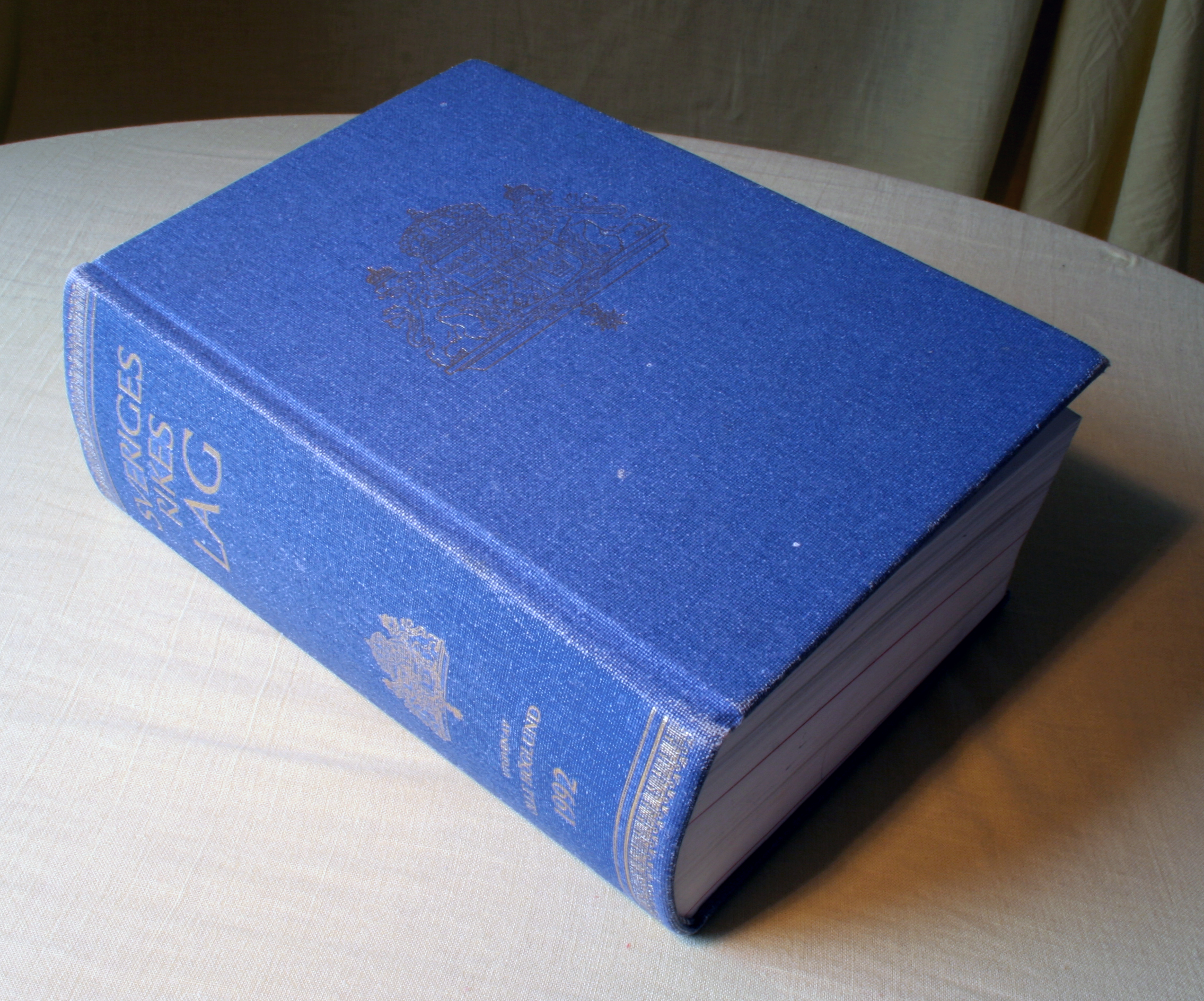
Sveriges rikes lag, Norstedts juridik, 1992.

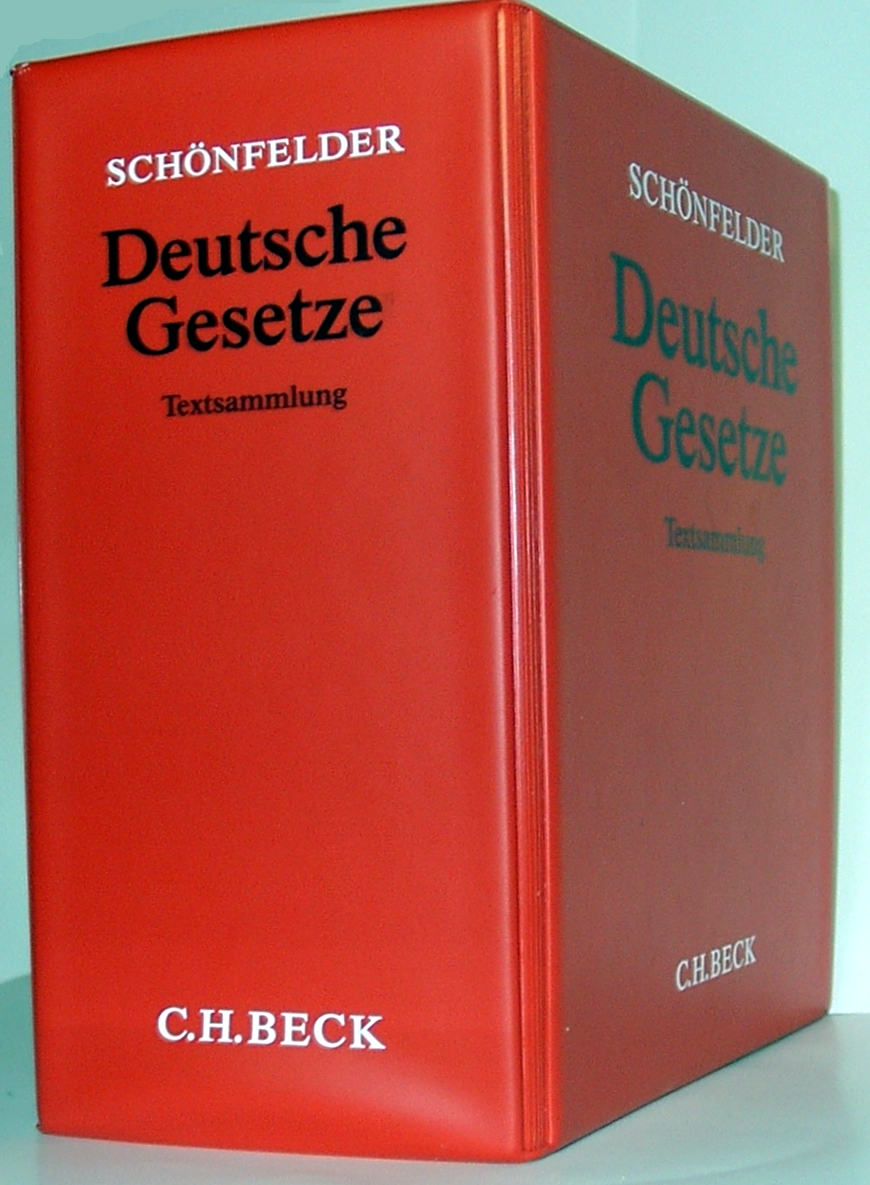
Tysk lagsamling

Lagsamling eller författningssamling kallas en samling författningar i konsoliderad form.  De centrala och mest använda lagarna och andra författningarna i ett land samlas ofta i årligen utgivna lagsamlingar. 

## Tryckta lagsamlingar
I Sverige finns i huvudsak tre "lagböcker", den av Norstedts juridik utgivna Sveriges rikes lag  ("den blå lagboken"), den av Studentlitteratur AB utgivna Sveriges Lag ("den svarta lagboken") och den av Iustus Förlag utgivna Svensk lag ("den gröna lagboken").

## Historik
Det har även tidigare funnits konkurrerande lagsamlingar vid sidan av Norstedts juridiks. Förlaget Beijer gav 1886–1910 ut en lagsamling med grönt band med Wilhelm Uppström som utgivare. Även förlaget Bonniers gav 1928–29 ut en billig edition.
I den rättshistoriska behandlingen av de nordiska landskapslagarna skiljer man mellan begreppen rättsbok  och  lagbok. Upplandslagen och Södermannalagen utarbetades av kungliga kommissioner och stadfästes av kungen; de kallas lagböcker. Däremot var Västgötalagarna, Östgötalagen, Smålandslagen och Västmannalagen  uppteckningar och bearbetningar som enskilda personer hade gjort av lagmannens lagsaga. Även Gutalagen, Dalalagen och Hälsingelagen är privata uppteckningar av gällande rätt. De kallas alla för rättsböcker.